# Omid Alishah
Omid Alishah (persan : امید عالیشاه), né le 10 janvier 1992 à Sari dans la province de Mazandéran, est un footballeur international iranien, qui évolue au poste d'ailier gauche. Il joue dans le club du Persépolis FC,,,.

## Biographie

### En club
Omid Alishah inscrit neuf buts dans le championnat d'Iran lors de la saison 2011-2012, ce qui constitue sa meilleure performance.
Il participe à la Ligue des champions d'Asie avec le club du Persepolis Téhéran. Il est huitièmes de finaliste de cette compétition en 2015.

### En équipe nationale
Avec les moins de 17 ans, il participe à la Coupe du monde des moins de 17 ans en 2009. Lors du mondial junior organisé au Nigeria, il joue trois matchs : contre la Gambie, la Colombie, et l'Uruguay. L'Iran atteint les huitièmes de finale du mondial.
Omid Alishah reçoit deux sélections en équipe d'Iran lors de l'année 2015. Il joue son premier match en équipe nationale le 3 septembre 2015, contre Guam (victoire 6-0), et son second le 8 octobre 2015, contre Oman (1-1). Ces deux matchs rentrent dans le cadre des éliminatoires du mondial 2018.

## Palmarès
- Champion d'Iran en 2017 avec le Persepolis Téhéran
- Vice-champion d'Iran en 2014 et 2016 avec le Persepolis Téhéran